# Edmund Niziurski
Edmund Niziurski (ur. 10 lipca 1925 w Kielcach, zm. 9 października 2013 w Warszawie) – polski prozaik, publicysta, scenarzysta i dramaturg, a także socjolog i prawnik.
Twórca popularnych książek dla dorosłych i młodzieży, cechujących się charakterystycznym, nieco absurdalnym humorem słownym. Najbardziej znane to Księga urwisów (1954), Sposób na Alcybiadesa (1964 – szkolna lektura, w 1978 wpisana na Listę Honorową IBBY), Niewiarygodne przygody Marka Piegusa (nagroda Orle Pióro przyznana przez czytelników „Płomyka” w 1970 roku), Klub włóczykijów, Naprzód, Wspaniali!, Adelo, zrozum mnie!, Awantura w Niekłaju, Siódme wtajemniczenie.

## Życiorys

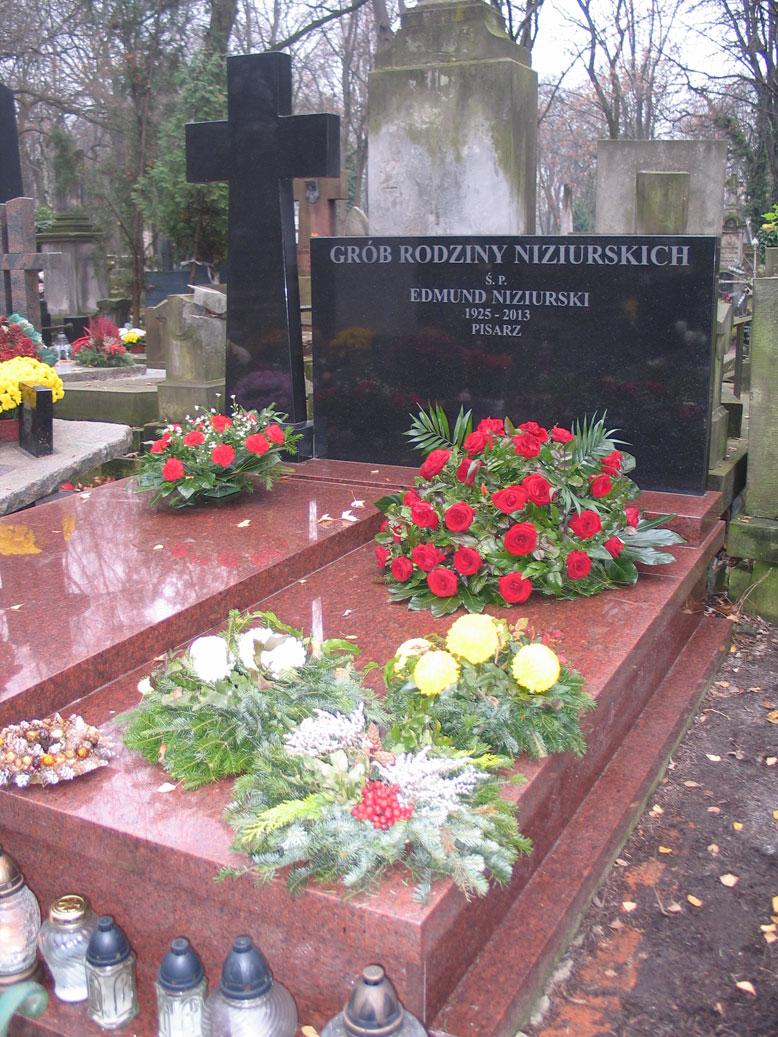
Grób Edmunda Niziurskiego

Urodził się 10 lipca 1925 r. w Kielcach, w rodzinie Stanisława, urzędnika państwowego, i Leokadii z Grethów. Był najstarszym spośród trojga rodzeństwa (brat Mirosław został kompozytorem, profesorem sztuk muzycznych; siostra Zofia). Uczył się w Gimnazjum im. J. Śniadeckiego w Kielcach, jednak naukę przerwała wojna. Wraz z rodziną został ewakuowany na Węgry, gdzie kontynuował naukę w gimnazjum polskim dla uchodźców.
Do Polski wrócił w 1940 roku. Pracował jako robotnik w kieleckiej Hucie „Ludwików” i praktykant rolny w majątku Jeleniec pod Ostrowcem Świętokrzyskim. Uczył się na tajnych kompletach w Ostrowcu i w 1943 roku zdał egzamin maturalny; w tym samym roku rozpoczął eksternistyczne studia prawnicze na tajnych kompletach w Jeleńcu.
Po zakończeniu wojny kontynuował studia prawnicze w kieleckiej filii Katolickiego Uniwersytetu Lubelskiego i Uniwersytecie Jagiellońskim w Krakowie. Studiował równocześnie dziennikarstwo w Wyższej Szkole Nauk Społecznych w Krakowie (1946–1947) i socjologię na Uniwersytecie Jagiellońskim (1947). W 1947 roku ukończył studia prawnicze i uzyskał tytuł magistra.
Ożenił się w 1947 roku z pochodzącą z Kielc Zofią Barbarą z Kowalskich (1926–2019). Mieszkał i pracował w Katowicach i Kielcach, a od 1952 roku w Warszawie. Pracował w redakcji tygodnika „Wieś”, rozwijając równocześnie własną twórczość literacką. W 1951 roku został członkiem Związku Literatów Polskich, a w 1952 roku członkiem ZAiKS-u. Był członkiem Stowarzyszenia Pisarzy Polskich. W latach 1971–1982 należał do PZPR.

Zmarł 9 października 2013 w Warszawie. 15 października 2013, po mszy świętej w kościele pw. św. Karola Boromeusza, został pochowany na cmentarzu Powązkowskim (kwatera 66-3-23).

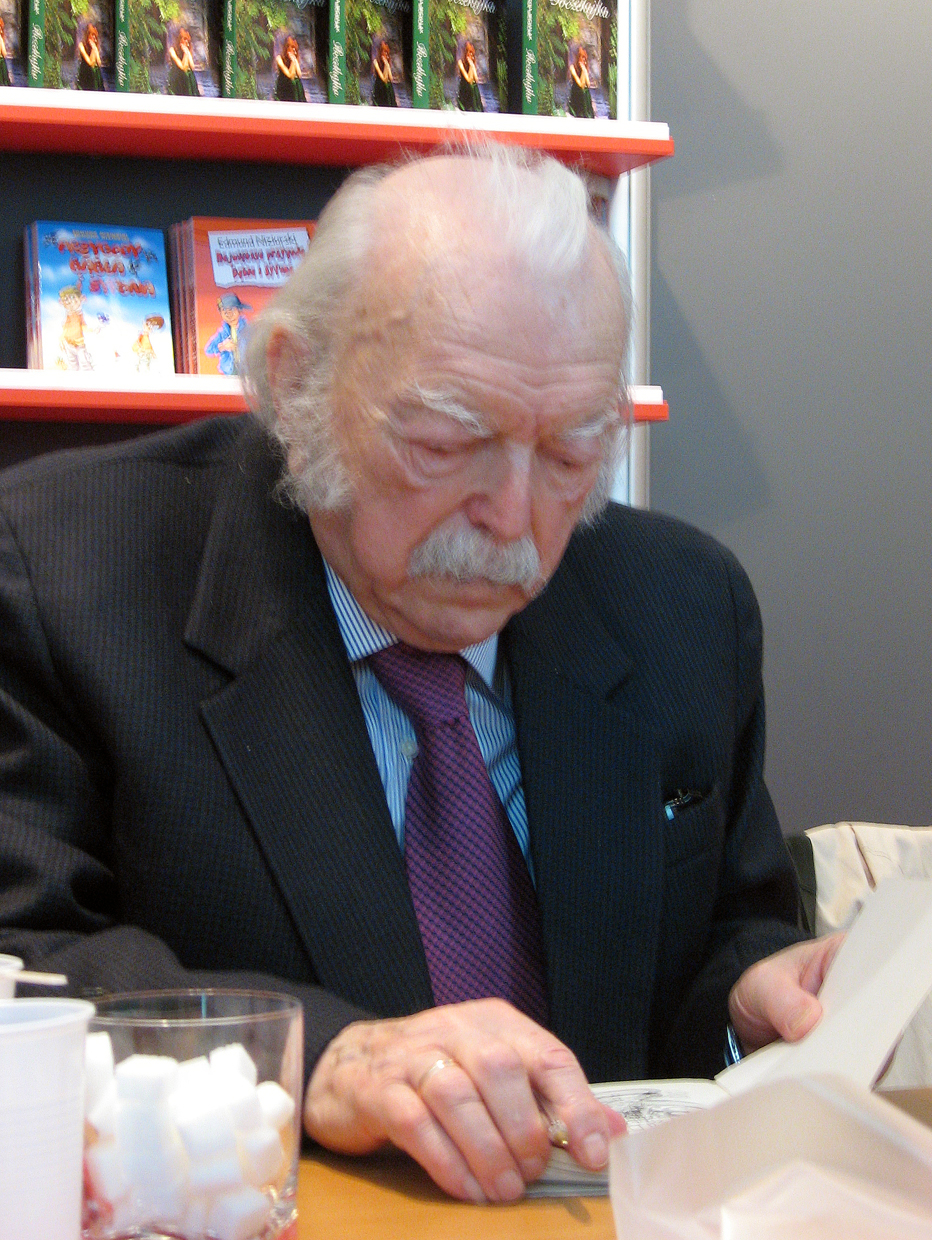
Autor podpisujący książki, 2008

## Twórczość
Debiutował w 1943 w wydawanym przez Armię Krajową „Biuletynie Informacyjnym”, w którym opublikował wiersz. Po wojnie współpracował z czasopismami „Płomyk”, „Świat Młodych”, „Wieś” oraz z Polskim Radiem jako autor słuchowisk. Popularność i uznanie przyniosły mu utwory dla dzieci i młodzieży, pisane żywo i barwnie, lecz i skłaniające do refleksji. Dla czytelnika dorosłego Niziurski napisał takie powieści, jak Przystań Eskulapa (1958, powieść sensacyjna), Pięć manekinów (1959, powieść kryminalna), Salon wytrzeźwień (1964), Wyraj (1964), Eminencje i bałłabancje (1975). Jego utwory były przekładane na wiele języków, w tym mandaryński.
Powieści Niziurskiego mają dynamiczną, często sensacyjną akcję i wyróżniają się indywidualnym stylem narracji oraz humorem słownym i sytuacyjnym. Rzeczywistość była ukazywana oczami ucznia, szkoła pokazywana jako miejsce opresyjne (choć z humorem). Elementy dydaktyczne i moralne są wprowadzane w sposób nienachalny.
Niziurski był silnie związany z Kielecczyzną. Akcja kilku powieści rozgrywa się w fikcyjnych miejscowościach: Wilczków w Księdze urwisów, Niekłaj, Odrzywoły, które można umiejscowić w tym regionie. Niektóre opowiadania (Dzwonnik od świętego Floriana) rozgrywają się w tym regionie w okresie międzywojennym i upamiętniają wielkie strajki chłopskie w okresie sanacji.
W późniejszych utworach Niziurski często osiągał wysokie efekty pod względem formy, posługując się realizmem magicznym (Siódme wtajemniczenie, 1969) i groteską (Awantury kosmiczne). Tonacja kolejnych utworów jest pod wieloma względami coraz bardziej pesymistyczna, charakterystycznymi postaciami stają się outsiderzy nie mogący dopasować się do szkolnego otoczenia, w którym niebezpieczni są nie tylko nauczyciele, ale także inni uczniowie.

## Język
Niziurski używał biegle humoru słownego. Charakterystycznym elementem stylu pisarza są znaczące czy groteskowe nazwiska i imiona, np. Wieńczysław Nieszczególny, Chryzostom Cherlawy, Zygmunt Gnacki itd. Język, którym mówią bohaterowie, to barwna mieszanina autentycznego slangu młodzieżowego, języka naukowego i kreacji autorskiej. 

## Opinie
Na liście 10 najlepszych książek dla dzieci wybranych przez czytelników „Dziennika” (…) nie znalazła się ani jedna powieść Edmunda Niziurskiego. Drodzy czytelnicy, to błąd. Bo bez Niziurskiego trudno sobie wyobrazić polską literaturę. Zarówno tę dla dzieci, jak i tę dla dorosłych. Niziurski zasłużył na pomnik.
Nie wiem, kim byłbym bez jego książek – powiedział Krzysztof Varga na pogrzebie Niziurskiego.
W kwietniu 2019 roku ukazała się książka Krzysztofa Vargi pt. Księga dla starych urwisów. Wszystko, czego jeszcze nie wiecie o Edmundzie Niziurskim (ISBN 978-83-66219-03-8), która jest połączeniem biografii pisarza z analizą jego twórczości literackiej.

## Twórczość

### Powieści i opowiadania dla dorosłych
- Gorące dni (1951)
- Śmierć Lawrence’a (1956) – zbiór opowiadań:
  - Śmierć Lawrence’a
  - Mój sylwester wopowski
  - Papieros
  - Ksiuta w kuchni
  - Ksiuta w akcji
  - Ksiuta w porcie
  - Robocza hipoteza
  - Smak nienawiści
  - Tajemnica majora Czepigi
- Przystań Eskulapa (1958) – powieść kryminalna
- Pięć manekinów (1959) – powieść kryminalna
- Salon wytrzeźwień (1964)
- Wyraj (1964)
- Eminencje i bałłabancje (1975)
- A potem niech biją dzwony (1976) – powieść

### Opowiadania i powieści dla młodzieży
- Księga urwisów (1954) – powieść
- Dzwonnik od świętego Floriana (1955) – zbiór opowiadań:
  - Skarb Tuhaj Beja
  - Zeszyt Weroniki
  - Sekwestratorzy
  - Sierpniowa przygoda
  - Strajk, Adach i ja
  - Złodziej
  - Dzwonnik od świętego Floriana
- Lizus (1956) – zbiór opowiadań:
  - Lizus (1953)
  - Sprawa Klarneta (1953)
  - Grubas (1954)
  - Szkielet (1955)
  - Boisko (1955)
- Lalu Koncewicz, broda i miłość (1959) – opowiadanie w Na przełaj
- Niewiarygodne przygody Marka Piegusa (1959) – powieść
- Wielka heca (1962) – opowiadanie; pierwodruk pt. Wielka heca na koloniach w Lulkach
- Awantura w Niekłaju (1962) – powieść
- Fałszywy trop (1962) – opowiadanie
- Jutro klasówka (1966) – zbiór opowiadań:
  - Jutro klasówka
  - Afera w „Złotym plastrze”
  - Wyspa „Strachowica”
- Sposób na Alcybiadesa (1964) – powieść; lektura szkolna (VI klasa)
- Nikodem, czyli tajemnica gabinetu (1964) – zbiór opowiadań:
  - Biała noga i chłopak z Targówka
  - Trzynasty występek
  - Spisek słabych
  - Alarm na poddaszu
  - Siódme żebro
  - Nikodem, czyli tajemnica gabinetu
  - Diabli zjazd
  - Równy chłopak i Rezus
- Siódme wtajemniczenie (1969) – powieść; pierwotny tytuł: Twierdza Persil
- Klub włóczykijów, czyli Trzynaście przygód stryja Dionizego i jego ekipy (1970) – powieść
- Jutro klasówka (1970) – zbiór opowiadań, wydanie 2 rozszerzone:
  - Jutro klasówka
  - Afera w „Złotym plastrze”
  - Wyspa Strachowica
  - Wielka heca
  - Fałszywy trop
- Trzech pancernych i pół (1970) – opowiadanie
- Naprzód, Wspaniali! (1971) – powieść; dalszy ciąg to Awantury kosmiczne
- Opowiadania (1973) – zbiór opowiadań; w 1976 wznowione jako Trzynasty występek:
  - Sprawa Klarneta
  - Grubas
  - Szkielet
  - Lalu Koncewicz, broda i miłość
  - Równy chłopak i Rezus
  - Biała noga i chłopak z Targówka
  - Trzynasty występek
  - Alarm na poddaszu
  - Diabli Zjazd
  - Nikodem, czyli tajemnica gabinetu
  - Spisek słabych
  - Siódme żebro
- Osobliwe przypadki Cymeona Maksymalnego (1975) – powieść; od wydania czwartego Niesamowite przypadki Cymeona Maksymalnego
- Adelo, zrozum mnie! (1977) – powieść; dalszy ciąg Awantur kosmicznych
- Awantury kosmiczne (1978) – powieść; wyd. zmien. pt. Klejnoty śmierci, czyli tajemnica Awaramisów; kontynuacja Naprzód, Wspaniali!, dalszy ciąg w Adelo, zrozum mnie!
- Ta zdradziecka Julita Wynos (1978) – opowiadanie
- Szkolny lud, Okulla i ja (1982) – powieść; pierwotny tytuł: Księga druhów; dalszy ciąg to Żaba, pozbieraj się!
- Gorączka w VII A (1982–1983) – powieść; ukazała się w odcinkach w czasopiśmie Płomyk – później przerobiona została wydana jako Żaba, pozbieraj się!
- Trzy godziny prawdy (1986) – opowiadanie
- Nieziemskie przypadki Bubla i Spółki (1987) – powieść; wznowione jako Tajemniczy nieznajomy z zoo
- Gwiazda Barnarda (1987) – powieść; pierwotny tytuł: Strzała Barnarda; tyt. wyd. 2 zmien.: Tajemnica Dzikiego Uroczyska
- Żaba, pozbieraj się!, czyli siedem obłędnych dni Tomka Ż (1992) – powieść; dalszy ciąg Szkolny lud, Okulla i ja, wznawiane pod skróconym tytułem Żaba, pozbieraj się! – przerobiona wersja Gorączki w VII A
- Przygody Bąbla i Syfona (1993) – powieść
- Bąbel i Syfon na tropie (1994) – powieść
- Pięć melonów na rękę (1996) – powieść; początkowo publikowana w Płomyku 6–12/1991, publikacja przerwana w związku z likwidacją czasopisma
- Nowe Przygody Marka Piegusa (również niewiarygodne) (1997) – powieść
- Sekret panny Kimberley (1998) – zbiór opowiadań:
  - Duch zamku i prawo Archimedesa
  - Alarm na poddaszu – tekst istotnie przeredagowany w porównaniu z poprzednimi wydaniami
  - Nikodem, czyli tajemnica gabinetu – także przeredagowane
  - Pożegnanie z Grynderem
  - Kto Sesse, a kto Pfeffe???
  - Sekret panny Kimberley
- Największa przygoda Bąbla i Syfona (1999) – powieść
- Lalu Koncewicz, broda i miłość – i inne opowiadania (2001)
  - Lalu Koncewicz, broda i miłość
  - Wielka heca
  - Czy będziesz moim tatą? – pierwsze wydanie
  - Fałszywy trop
  - Ta zdradziecka Julita Wynos
  - Spisek słabych
  - Trzynasty występek
  - Równy chłopak i Rezus

### Inne
- W zapadłej wsi (1953) – zbiór reportaży
- Wakacje z intruzami (1965) – sztuka dla młodzieży

## Scenariusze i ekranizacje
- Tajemnica dzikiego szybu (1956) – film na podstawie Księgi urwisów
- Tysiąc talarów (1959) – film na podstawie scenariusza Edmunda Niziurskiego
- Kryptonim Nektar (1963) – film, scenariusz autorstwa Leona Jeannota i Edmunda Niziurskiego
- Niewiarygodne przygody Marka Piegusa (1966) – serial telewizyjny na podstawie powieści o tym samym tytule
- Weekend z dziewczyną (1968) – film Janusza Nasfetera na podstawie powieści Wyraj (powieść)
- Tajemnica starego ogrodu (1983) – film na podstawie powieści Awantura w Niekłaju
- Spona (1998) – film i serial na podstawie powieści Sposób na Alcybiadesa (serial wydany pod tytułem Sposób na Alcybiadesa)
- Klub włóczykijów lub Klub włóczykijów i tajemnica dziadka Hieronima (2015) – film Tomasza Szafrańskiego na podstawie powieści Klub włóczykijów

## Ordery i odznaczenia
- Krzyż Oficerski Orderu Odrodzenia Polski (1970)
- Krzyż Kawalerski Orderu Odrodzenia Polski (1959)
- Medal Komisji Edukacji Narodowej
- Złoty Medal „Zasłużony Kulturze Gloria Artis” (2008)[8]
- Krzyż „Za Zasługi dla ZHP”
- Order Uśmiechu (1975)
- Odznaka „Zasłużony Działacz Kultury”
- Medal ZAiKS-u (1998)
- Medal 90-lecia ZAiKS-u (2009)
- Odznaka Honorowa ZAiKS (1978)

Źródło:.

## Nagrody i wyróżnienia
- Nagroda Prezesa Rady Ministrów za twórczość dla młodzieży – za powieść Księga urwisów (1955)
- Nagroda Komitetu do Spraw Radia i Telewizji za twórczość radiową dla dzieci i młodzieży (1974)

Źródło:.

## Upamiętnienie
Rada Miejska w Kielcach podjęła w 2013 decyzję o nadaniu skwerowi przy Kadzielni imienia Edmunda Niziurskiego. Edmund Niziurski został patronem roku 2025 w Kielcach. 